# SN 1999an
SN 1999an – supernowa typu II odkryta 7 marca 1999 roku w galaktyce IC 755. W momencie odkrycia miała maksymalną jasność 15,00m.